# Stelzengazelle
Die Stelzengazelle (Ammodorcas clarkei), auch Lamagazelle oder Dibatag genannt, ist eine afrikanische Antilope aus der Gruppe der Gazellenartigen. Der Name „Dibatag“ stammt aus der Somali-Sprache und ist zusammengesetzt aus dabu („Schwanz“) und tag („aufrecht“). Er rührt daher, dass die Stelzengazellen beim Laufen den Schwanz aufrecht halten. Als endemischer Bewohner der Ogaden-Wüste (im Grenzgebiet zwischen Äthiopien und Somalia) und Zentral-Somalias ist sie eine der seltensten Antilopen überhaupt.

## Äußere Merkmale
Benannt ist die Stelzengazelle nach ihren langen, dünnen Beinen. Oberseits ist sie grau-beige und unterseits weiß gefärbt. Der Übergang von der grau-beigen Färbung zur weißen Bauchfärbung erfolgt abrupt. Die Beine sind ockerfarben und die Stirn ist rotbraun gefärbt. Von den Augen zum Maul verlaufen zwei weiße Streifen. Der Nasenspiegel ist sehr schmal und auf eine Linie oberhalb der Oberlippe beschränkt. Nur die Männchen tragen kurze Hörner, die etwa 20 cm lang, an der Basis geringelt und in einem scharfen Bogen nach vorne gebogen sind. Der Schwanz ist für eine gazellenartige Antilope sehr lang. An seinem Ende befindet sich ein schwarzer Haarbüschel. Die Weibchen haben zwei Zitzen. Bis zur Schulter misst eine Stelzengazelle 80 bis 90 Zentimeter, die Kopf-Rumpflänge beträgt 103 bis 117 Zentimeter, der Schwanz hat eine Länge von 30 bis 36 Zentimeter. Das ihr Gewicht der Männchen liegt bei 20 bis 35 kg, Weibchen sind normalerweise leichter mit einem Gewicht von 22 bis 29 kg.

## Lebensraum und Lebensweise

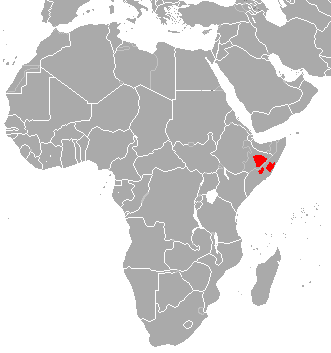
Das Verbreitungsgebiet der Stelzengazelle im Ogaden und in Somalia

Die Stelzengazelle wird meist in relativ dichtem, vor allem vom Akazien und Commiphora gebildeten Buschwerk, gesehen, etwa ein Drittel der Beobachtungen erfolgen in locker mit Sträuchern bestandenen Gegenden mit Sichtweiten von bis zu 100 Metern. Sie scheint sich auf Gebieten mit tiefgründigen Sandböden zu beschränken, was sie ökologisch von der Giraffengazelle (Litocranius walleri) trennt. Die Stelzengazelle ernährt sich vor allem von Laub, außerdem werden Knospen und Blüten, in der Trockenzeit auch die viel Wasser enthaltenden Früchte von Nachtschattengewächsen und Kürbisgewächsen. Insgesamt wurden 19 Arten als Futterpflanzen der Antilope identifiziert, darunter Akazien, Boswellia und Commiphora. Die nutzen normalerweise die frühen Morgenstunden zur Nahrungsaufnahme und verbringen den Rest des Tages dösend im Schatten. Die Weibchen bekommen pro Geburt nur ein Jungtier, die meist im Oktober oder November geboren werden. Die Trächtigkeit dauert sechs bis sieben Monate. Mit einem Alter von 12 bis 18 Monaten werden junge Stelzengazelle geschlechtsreif. Männchen sind territorial und bekämpfen konkurrierende Männchen  indem sie diese mit ihren Hörnern zwischen die Vorderbeine stoßen.

## Systematik
Die Stelzengazelle wurde 1891 durch den britischen Zoologen Oldfield Thomas erstmals wissenschaftlich beschrieben. Der Artzusatz im wissenschaftlichen Namen ehrt den australischen Priester und Jäger Thomas William Henric Clarke, der das Typusexemplar schoss. Sie gehört zum Tribus der Gazellenartigen (Antilopini). Morphologischen und molekularbiologischen Daten zufolge ist ihre nächste Verwandte die Giraffengazelle (Litocranius walleri) und die Schwestergruppe beider zusammen ist der Springbock (Antidorcas marsupialis).

## Gefährdung
Nach der IUCN-Liste gilt sie in ihrem Bestand seit 1986 als gefährdet (vulnerable). Es wurde geschätzt, dass es im Jahr 2016 nur 2800 ausgewachsene Exemplare gab.